# Laelia superbiens
Laelia superbiens Lindl., 1840 è una pianta della famiglia delle Orchidacee.

## Descrizione
L. superbiens è un'orchidea di grandi dimensioni che cresce epifita sugli alberi della foresta pluviale, o su rocce (litofita) su cui forma fitte colonie, larghe fino a sei metri. Questa specie presenta molti pseudobulbi compressi tra loro, scanalati anche profondamente, di forma da oblunga a fusiforme che portano all'apice da una a tre foglie conduplicate alla base, oblungo-lanceolate, acute oppure ottuse all'apice e molto coriacee. La fioritura avviene nel tardo autunno, inizio inverno, con un racemo che si diparte dall'apice dello pseudobulbo, molto robusto, eretto, spesso inarcato, coperto da brattee floreali acuminate, lungo fino a 120 centimetri, portante molti fiori. Questi sono fragranti, grandi fino a 12 o 13 centimetri, molto vistosi e di lunga durata. Petali e sepali hanno forma lanceolata e sono di colore rosa, il labello è di colore più carico, con sfumature gialle.

## Distribuzione e habitat
L. superbiens è una pianta originaria delle alte terre di Messico, Guatemala, Honduras e Nicaragua, epifita o litofita, a quote tra 800 e 2000 metri sul livello del mare
.

## Sinonimi
Amalia superbiens  (Lindl.) Heynh., 1846

Cattleya superbiens  (Lindl.) Beer, 1854 

Bletia superbiens  (Lindl.) Rchb.f., 1862

Schomburgkia superbiens  (Lindl.) Rolfe, 1917

Laelia superbiens var. decorata  Rchb.f.,1888

Laelia superbiens var. quesneliana  R.Warner & B.S.Williams, 1889

## Coltivazione
Questa specie richiede posizione a mezz'ombra e temperature tendenti al caldo; gradisce le vaporizzazioni nella stagione di fioritura.